# Bekzat Sattarkhanov
Bekzat Sattarkhanov, född 4 april 1980 i Türkistan, Kazakstan, död 31 december 2000 i Shymkent, Kazakstan, var en kazakisk boxare som tog OS-guld i fjäderviktsboxning 2000 i Sydney. På nyårsafton 2000 dog Sattarkhanov i en bilolycka, medan två av de andra i bilen överlevde. 